# Serranilla-Bank
Die Serranilla-Bank (englisch Serranilla Bank,  spanisch Banco Serranilla) ist ein unbewohntes, teilweise versunkenes Atoll im südwestlichen Karibischen Meer rund 400 km nordöstlich der Küste von Nicaragua. Von der ursprünglichen, ovalen Riffsäumung sind nur noch der östliche und südliche Teil sichtbar.

## Geografie
Die steil aus dem Meer aufragende Serranilla-Bank ist rund 45 km lang, 37 km breit und bedeckt ein Meeresgebiet von etwa 1200 km². Sie besteht aus Unterwasserriffen, Felsen und einigen flachen Cays an der Süd- und Ostseite. Die meisten Teile des Korallenriffs fallen bei Ebbe trocken. Mit Ausnahme einer Untiefe in der Nähe der Cays im Osten und Süden der Bank, werden Wassertiefen von 9 bis 37 Meter erreicht. In der Nähe der Serranilla-Bank liegen Hunderte von Schiffswracks.
Northeast Breaker, als die östlichste Erhebung der Bank über dem Meeresspiegel, ist eine Erhöhung des Korallenriffs mit einem Felsen. Die Position ist etwa 2 km westlich des Ostrandes der Bank. In rund 5,5 km Entfernung befindet sich in südwestlicher Richtung das östlichste Cay der Bank.
East Cay  liegt 5,5 km westlich des östlichen Endes der Bank. Die kleine Insel erhebt sich 2 Meter aus dem Meer und ist mit Büschen bedeckt.
Beacon Cay , mit 800 Metern Länge die größte Insel der Bank, liegt etwa 14 km südwestlich von East Cay. Sie erhebt sich auf 2,5 Meter über den Meeresspiegel und besteht fast ausschließlich aus Sand und Korallengestein. Die Insel ist mit Gras, Büschen und etwa 30–50 Kokospalmen locker bedeckt. An ihrem westlichen Ende steht eine Bake aus Korallengestein. Auf der Insel existieren eine Anzahl von Gebäuden und militärische Einrichtungen. Das US Marine Corps unterhielt hier während der Kubakrise 1962 einen Stützpunkt. Heute ist die Anlage verlassen. Berichte, wonach die Insel quasi komplett mit Gebäuden überzogen ist, können neuere Fotos nicht bestätigen. Auf Beacon Cay befindet sich ein aktiver Leuchtturm, der seit 1977 in Betrieb ist. Es handelt sich hierbei um eine 33 Meter hohe Stahlgitterkonstruktion auf dem Dach eines 3-stöckigen Mannschaftsgebäudes. Der Strahl des Leuchtturms ist alle 20 Sekunden sichtbar. Unklar ist, wer den Leuchtturm heute betreibt, wobei davon auszugehen ist, dass es sich um die Dirección General Marítima (DIMAR), die kolumbianische Meeresbehörde, handelt.
Eine gute Ankermöglichkeit für Segler (Tiefe: 11 m) befindet sich in etwa 2 km Entfernung nordwestlich der Insel.
Middle Cay liegt rund 3,5 km westlich von East Cay. Die Insel ragt etwa 2 m aus dem Meer auf und besteht fast nur aus Sand.
West Breaker  liegt 15 km westlich von Beacon Cay. Es handelt sich um für die Schifffahrt gefährliche, etwa 0,5 m aufragende Felsen auf einer Korallenplattform. Von Seglern wurde 1985 berichtet, dass sich die gefährlichen Untiefen und Riffe noch bis 3,5 km weiter westlich erstrecken, als auf den Karten verzeichnet.

## Geschichte und staatliche Zugehörigkeit
Die Serranilla-Bank wird erstmals 1510 auf spanischen Seekarten erwähnt. Die staatliche Zugehörigkeit der Serranilla-Bank ist umstritten.
Die Vereinigten Staaten von Amerika erhoben 1879 und 1880 offiziell Anspruch auf das Atoll. Die Grundlage dafür war und ist der Guano Islands Act aus dem Jahr 1856. Kolumbien, Nicaragua und Jamaika beanspruchen das Atoll ebenfalls. In der Verfassung von Honduras wird die Serranilla-Bank sogar ausdrücklich als Staatsgebiet von Honduras ausgewiesen.
Die Regierungen der USA und Kolumbiens kamen im September 1972 überein, diverse Inseln und Korallenbänke, die bislang unter den Guano Island Act von 1856 fielen, in die kolumbianische Souveränität zu übergeben. Dieser Beschluss wurde 1981 vom U.S. Senat ratifiziert.
Die Serranilla-Bank fiel nicht ausdrücklich unter dieses Abkommen, in offiziellen Dokumenten wurde 1999 allerdings erklärt, dass die Serranilla-Bank nicht mehr unter die Rechtsprechung („jurisdiction“) der Vereinigten Staaten fallen würde, da sie im September 1981 den kolumbianischen Autoritäten übergeben worden sei.
Im Jahr 1986 unterzeichneten die Regierungen von Kolumbien und Honduras ein bilaterales Abkommen, welches die Seegrenzen in der südwestlichen Karibik neu regeln sollte. Honduras verzichtet in diesem Abkommen ausdrücklich auf seine Ansprüche an der Serranilla-Bank, welche Kolumbien zugesprochen wird. Dies führte zu heftigen Protesten innerhalb von Honduras, da in der Verfassung aufgeführtes Staatsgebiet aufgegeben wurde. Nicaragua war nicht in das Abkommen einbezogen und protestierte heftig gegen die Ergebnisse dieses Abkommens. Noch im gleichen Jahr erhob Nicaragua Anklage gegen Honduras vor dem Internationalen Gerichtshof in Den Haag. Im Dezember 2007 legte der Internationale Gerichtshof als vorläufige Trennlinie zwischen Honduras und Nicaragua den 15. Breiten- und den 82. Längengrad fest. Der weitere Grenzverlauf ist noch unklar.
Heute wird das Atoll gelegentlich von Hummerfischern aufgesucht.

Alte Mannschaftsgebäude, im Hintergrund der Leuchtturm
Der Leuchtturm (vermtl. in den 1970ern)